# Pedro González-Bueno y Bocos
Pedro González-Bueno y Bocos (Madrid, 12 de gener de 1896 - 30 de gener de 1985) fou un enginyer i polític espanyol, ministre de Franco després de la guerra civil espanyola

## Biografia
Va estudiar fins als 15 anys en la Institución Libre de Enseñanza el 1919 es graduà com a enginyer de camins. Inicialment va treballar en el sector elèctric, i en 1924 va contribuir a crear Unión Radio. Després marxà a París, on va contractar la pel·lícula King Kong i va instal·lar una sala de cinema al Palau Reial de Madrid. També fou president de la Cámara Española de Productores y Distribuidores de Electricidad.
A París també va fer amistat amb José Calvo Sotelo, qui el convenç d'unir-se al Bloque Nacional. Després li va suggerir la possibilitat d'unir el seu partit amb Falange Española.
Participà en la conspiració que va donar lloc al cop d'estat del 18 de juliol de 1936, i quan aquest es produí es traslladà a Pamplona i es posà a les ordres d'Emilio Mola Vidal, a Pamplona. Poc abans s'havia afiliat a la Falange Española i es posicionà al costat de Ramón Serrano Suñer, partidari de la unificació en la posterior FET de las JONS. En la Junta Tècnica de l'Estat (1936-1938) fou vocal en la Comissió d'Indústria i Comerç i el 22 d'abril de 1937 formà part de la Junta Política de FET de las JONS. El 1938 fou nomenat ministre de Treball del primer govern franquista (sota el nom de Ministeri d'Organització i Acció Sindical), i participà en la redacció del Fuero del Trabajo. La seva amistat amb Serrano Suñez i el seu passat monàrquic fa que sigui mal vist tant per Franco com per Tomás Domínguez Arévalo, cosa que precipitarà la seva sortida del govern en 1939.
De 1943 a 1971 fou procurador en Corts com a membre del Consell Nacional del Movimiento. No va ocupar cap càrrec destacat en el règim des d'aleshores
En 2009 el seu fill, Pedro González-Bueno Benítez, va demanar presentar-se com a acusació particular en la causa oberta contra el jutge Baltasar Garzón per un presumpte delicte de prevaricació en encausar la cúpula de la Falange per crims contra la humanitat.